# Станимир Станимиров
Станимир Станимиров (26 жовтня 1858, Габрово, Османська імперія (нині — Болгарія) —  7 січня 1943, Софія, Болгарія) — найвідоміший представник габровського роду Станимирових. Був сином діяча руху за незалежність церкви і намісника архієпископа в Габрово Стефана Станимирова. Станимиров став одним з перших значних церковних істориків, викладав у найбільш елітних болгарських навчальних закладах і займав ряд посад у сфері культури та освіти.

## Освіта
До 6-го класу Станимир навчався у габровській чоловічій школі (Априловська гімназія). Потім в 1875 році отримав стипендію від російського св. Синоду і був записаний безпосередньо у другий клас Київської духовної семінарії, яку закінчив у 1879. У цей період Станимиров мав можливість особисто познайомитися з Йосипом Сокольським, який згодом надихнув його на серйозні біографічні дослідження життя видатного духовенства. Згодом продовжив навчання в Київській академії мистецтв, де закінчив теологію. Це дає йому право викладати в місцевих школах, але він вважає за краще повернутися на батьківщину і продовжує кар'єру  педагогом і громадським діячем у новій Болгарії.

## Навчально-виховна і просвітительська діяльність

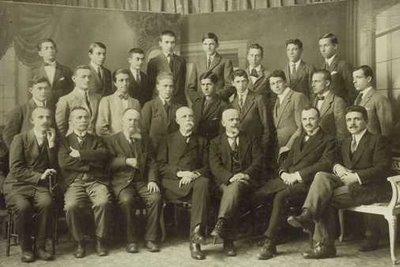
Викладачі та студенти Першої чоловічої гімназії в Софії в 1919 році. Серед викладачів - Благой Димитров, Станімір Станіміров, Іван Дорев та інші.

У 1883 році він повернувся до Габрово, де протягом одного року викладав у Априловській гімназії. З січня по серпень 1884 виїхав до Константинополя, де був секретарем шкільного опікунства Болгарського екзархату. Після короткого перебування в Екзархаті повернувся до Габрово і став директором Априловської гімназії. Через два роки в 1886 його родина переїхала до Софії, де Станимиров став директором Софійської державної класичної гімназії. На цій посаді Станимиров став одним з ініціаторів відкриття у 1888 р.  Вищого педагогічного курсу в гімназії. яка з 1889 стала першим в Болгарії університетом (нині — Софійський університет "Св. Климента Охридського»). На вищих курсах викладав історію давніх східних народів (1888-1889) і загальну історію (01.-10.1889). У 1894 за особистою наполегливістю екзарха Йосипа I знову вирушив до Константинополя, де став ректором новоствореної болгарської духовної семінарії. Протягом трьох років перебування в Екзархаті Станимиров брав активну участь у політичних процесах у Константинополі, близьким сподвижником Екзарха Йосифа I і залишив цікаві спогади про життя болгарів у імперській столиці, посилив духовну опіку Екзархату над болгарськими землями, що залишилися в межах імперії, налагодив відносини Екзархату з турецькими та болгарськими державними установами. У 1897 Станимиров повернувся з Константинополя і в 1899 знову очолив Першу чоловічу гімназію. Поряд з кар'єрою директора школи в 1908 Станимиров був запрошений королем Фердинандом І Кобургом вчителем, а згодом і директором заснованої в палаці приватної класичної гімназії, де навчався князь Борис Тарновський і князь Кирил Преславський. За весь період викладання Станимиров веде докладний щоденник («Щоденник Станимира Станимирова з виховання Бориса III і князя Кирила»), в 1912 в родині Станимира Станимирова сталася велика трагедія — його син Стефан, що тільки-но захистив докторську дисертацію по праву в Парижі, вмирає у віці 26 років від туберкульозу.

## Громадська діяльність
З січня 1909 по 1920 Станимир Станимиров працював на посаді голови товариства «Славянска беседа», переобирався кілька років поспіль.
У 1914, після закінчення викладання для князів, Станимирова знову запросив Екзарх Йосиф I і він став секретарем Св. Синоду, який тимчасово був переведений з Константинополя в Софію, і виконував ці обов'язки до 1917. Станіміров — заступник голови Ради шкіл округу Софія, член Ради вищої освіти, а також духовної цензура Священного Синоду. Член-засновник Болгарського історичного товариства, Археологічного інституту, перший голова Болгарського національного наукового товариства. У період 1918-1920 Станимир Станимиров працював директором 1-ї і 3-ї Софійської чоловічої гімназії. У 1921, коли йому виповнилося 63 роки, він полишає гімназію і  протягом року стає директором Національного етнографічного музею (до 1922) і директором Національної бібліотеки (до 1923). У 1929, до 50-річчя Першої Софійської чоловічої гімназії, він пожертвував кошти на створення Фонду імені його сина, який присуджував нагороди для бідних випускників класичного відділення. Донька Станимира Станимирова, Катерина вийшла заміж за генерала Александра Маркова, начальника Лейбгвардійського кінного полку, з яким познайомилася через свого діда, генерала Ніколу Станимирова. У 1920 Станимиров був головою оргкомітету на святкуванні 50-річчя творчості Івана Вазова. У 1922 році Станимиров був серед інтелектуалів, які запропонували уряду оголосити 1 листопада Днем народних будителів.

## Наукова та письменницька діяльність
Освіта, яку він отримва в Київській академії, визначає тривалий науковий інтерес Станимирова до історії Церкви. Він написав багато статей про церковну історію окремих єпархій, таких як Ловеч, Софія, Габрово і монастирів навколо нього, Пловдив, Тирново, Самоков, Троян, а також християнство в Средеці (II-IV ст.) і передачу мощей св. Івана Рильського. Станимирова також цікавить болгарська просвітницька робота і внесок Василя Априлова в неї, Габровська гімназія і школа екзархату в Едірне. Завдяки його перекладацькій роботі з'являється "Загальна історія" Острогорського, а також багато інших важливих книг того часу. Він друкує свої твори у більш ніж двадцяти виданнях, серед яких — "Духовна култура", "Българска книга", "Братско слово", "Духовна пробуда", "Християнка", "Светлина", "Известия на Българското историческо дружество", "Известия на Народния етнографски музей в София", "Училищен преглед", "Църковен вестник", "Заря", "Мир" и др. Перша книга Станимира Станимирова, що вийшла з друку у 1894, була "Підручником з історії болгарської церкви", який також отримав два відредаговані та завершені видання (1907 та 1925 рр.). Підручник містить стислі, систематично викладені параграфи про розвиток християнства в болгарській державі до навернення Бориса I, включаючи стан церкви під час османського правління. У наступні роки він опублікував ще кілька підручників, узгоджених з Міністерством національної освіти для семінарій і класних училищ: "Історія християнської церкви" (1897), "Закон Божий" — у двох частинах (1898), "Таємнича теологія" (1898), "Священна історія — Старий і Новий завіти" (1900). Надзвичайно інтенсивним є творчий період Станимирова 20-30-х рр. ХХ століття, коли в результаті його енциклопедичної діяльності та досліджень було видано більшу кількість його публікацій. Згідно з розробленими темами, його історичні твори можна розділити на кілька основних груп: 1. Особи — життя святих і біографії духовних осіб; 2. Монастирі та церкви; 3. Духовні школи — вивчення діяльності семінарів у Тирново, Самокові, Едірне та Константинополі; 4. Історія церкви окремих поселень. Окрім особистих вражень та знайомств, Станимиров використовує оригінальний документальний матеріал, що зберігається в різних архівах. Глибоко вивчаються архіви Рильського монастиря, багатьох старих церков, а також статті в періодичному друці ("Дунавски лебед на Раковски"). Занадто багатоликі життєві долі і духовні проявив — це та палітра образів, яка є предметом його письменницьких пошуків — першоучителя Св. Климента Охридського (огляд життя святого Івана Снегова), два святих великомученика Св. Георгій Новийі Софійський та Св. Миколай Новий Софійський, Пловдивський митрополит Максим, архімандрит Йосиф Сокольський (5 робіт, включаючи вивчення архіву Києво-Печерської Лаври), Ладіокійський єпископ Стефан Ковачевич (перший предстоятель болгарського православного храму в Константинополі).

## Відзнаки
За свою загальну педагогічну і соціальну роботу Станимир  Станимиров був нагороджений орденами: "За заслуги",  "Святий Олександр" і "Святий Сава". У 2007 рішенням Софіївської міської ради іменем Станимира Станимирова була названа вулиця в Софійському кварталі. "Малинова долина".